# Setosellina goesi
Setosellina goesi är en mossdjursart som först beskrevs av Silén 1942.  Setosellina goesi ingår i släktet Setosellina och familjen Setosellinidae. Inga underarter finns listade i Catalogue of Life.